# (زد) -استیلبن
(زد)-استیلبن (به انگلیسی: (Z)-Stilbene) یک ترکیب شیمیایی با شناسه پاب‌کم ۵۳۵۶۷۸۵ است. شکل ظاهری این ترکیب، مایع است.